# Ctenogobius fukushimai
Ctenogobius fukushimai is een straalvinnige vissensoort uit de familie van de grondels (Gobiidae). De wetenschappelijke naam van de soort is voor het eerst geldig gepubliceerd in 1934 door Mori.